# Ria d'Arousa

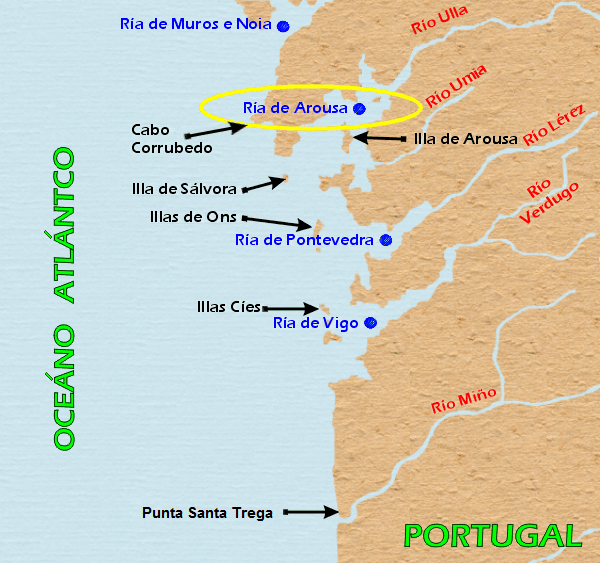
Localització de la ria d'Arousa

La Ria d'Arousa és la més gran de les ries de Galícia. Forma part de les Rías Baixas i està situada entre la ria de Muros i Noia i la ria de Pontevedra. Limita al nord amb la península d'A Barbanza (província de la Corunya) i al sud amb la península d'O Salnés (província de Pontevedra). És famosa per la seva riquesa marina i les seves platges.

## Geografia
Els llocs més destacats d'aquesta ria són l'Illa d'Arousa, amb el parc natural de Carreirón, les illes de Cortegada i Sálvora, que són part del Parc nacional de les Illes Atlàntiques i O Grove amb l'illa d'A Toxa.
Hi arriben els rius Ulla i Umia. Les poblacions més importants són Ribeira, A Pobra do Caramiñal, Boiro i Rianxo al nord i Vilagarcía, Vilanova, Cambados i O Grove al sud.
La fondària oscil·la entre els 70 m en la boca de la ria i els 20 metres a l'entrada a l'ancó (ensenada) de Vilagarcía. És la més profunda i més ampla de les ries gallegues, i només la ria de Vigo la supera en llargada.
La penetració de la ria és de 26 km i l'amplada és molt variable, oscil·lant des dels 15 km entre Ribeira i Cambados, i els 3 km entre la punta de Cabío i l'Illa d'Arousa.
La principal característica, a banda del seu litoral sinuós i retallat, és la infinitat d'illes, illotes i roques que sobresurten per tota la ria.

## La ria i l'Apòstol Sant Jaume
La ruta marítimo-fluvial per la ria d'Arousa i el riu Ulla commemora l'arribada a Galícia, per mar, segons la tradició, del cos de l'apòstol Sant Jaume el Major (Santiago), després del seu martiri a Jerusalem en l'any 44.
Les despulles de l'apòstol Sant Jaume haurien entrat a Galícia per la ria d'Arousa i remontaren el riu Ulla, arribant a la ciutat romana d'Iria Flavia (prop de Padrón). El text més conegut que narra aquest trasllat del cos (“Traslatio”) des de la ciutat palestina de Jaffa a Iria i des d'allí al seu lloc de sepultura a Compostel·la, és el cèlebre Còdex calixtí (del segle XII), en el seu llibre III, capítol 1.
La “Traslatio”, a través de la ruta marítima de l'apòstol Sant Jaume, segueix essent un esdeveniment viu que es rememora anualment a Arousa i Ulla. A finals de juliol o principi d'agost s'organitza una processó marítimo-fluvial que arriba a Pontecesures i Padrón on té lloc un acte religiós.

## Galeria d'imatges

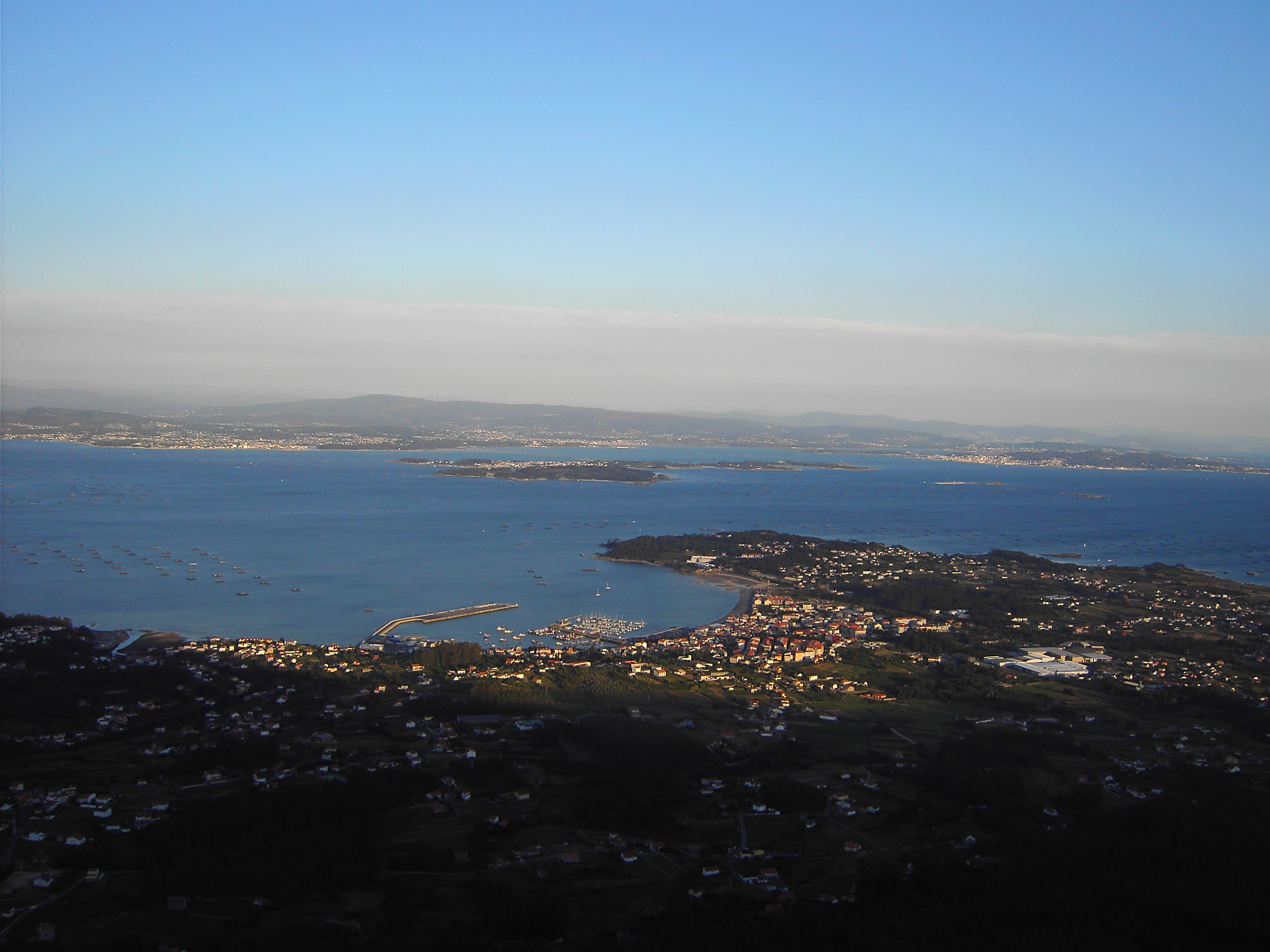
Vista de la part central de la ria des d'A Curota (A Pobra do Caramiñal)
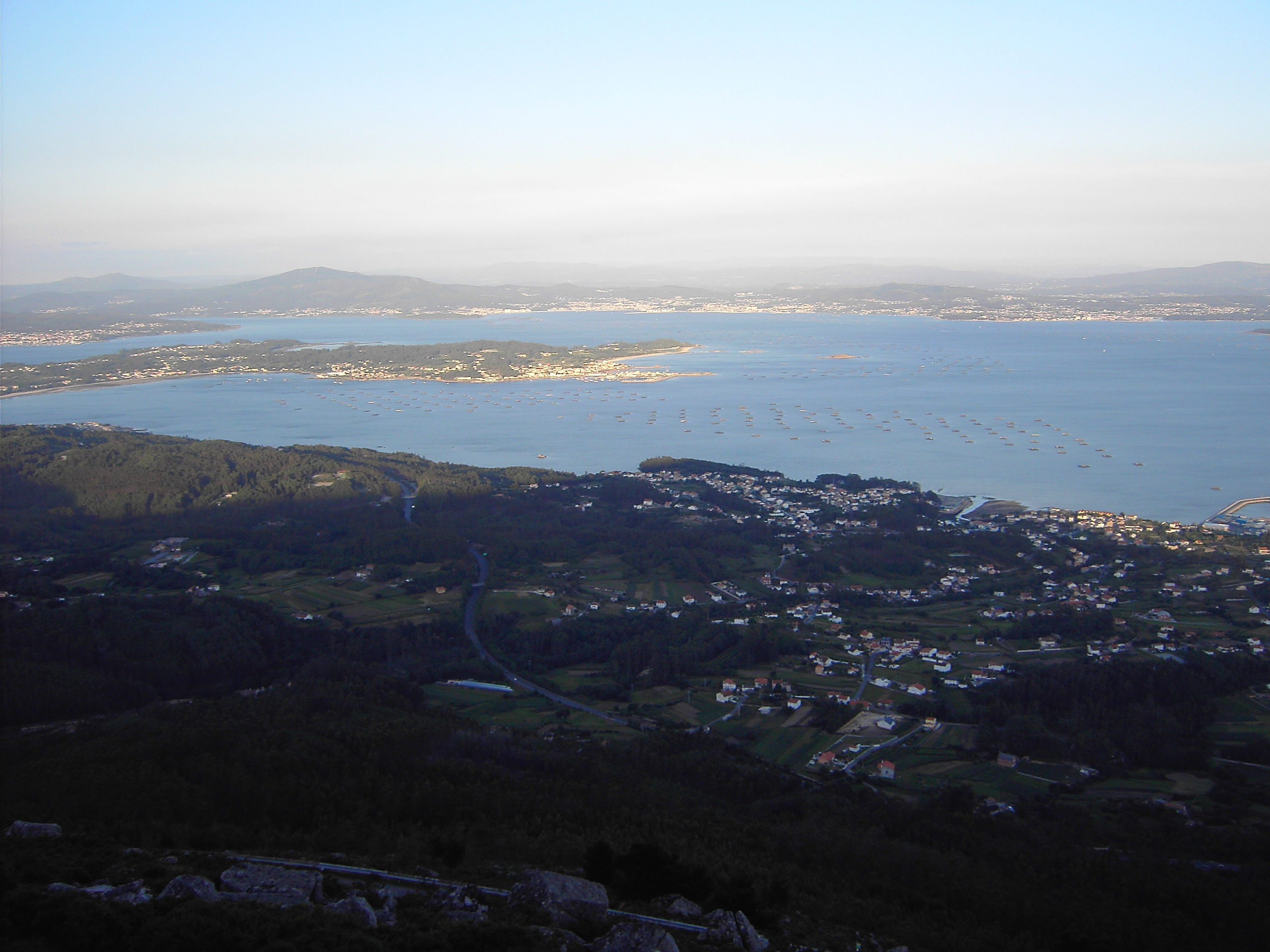
Vista de la part nord de la ria des d'A Curota (A Pobra do Caramiñal)
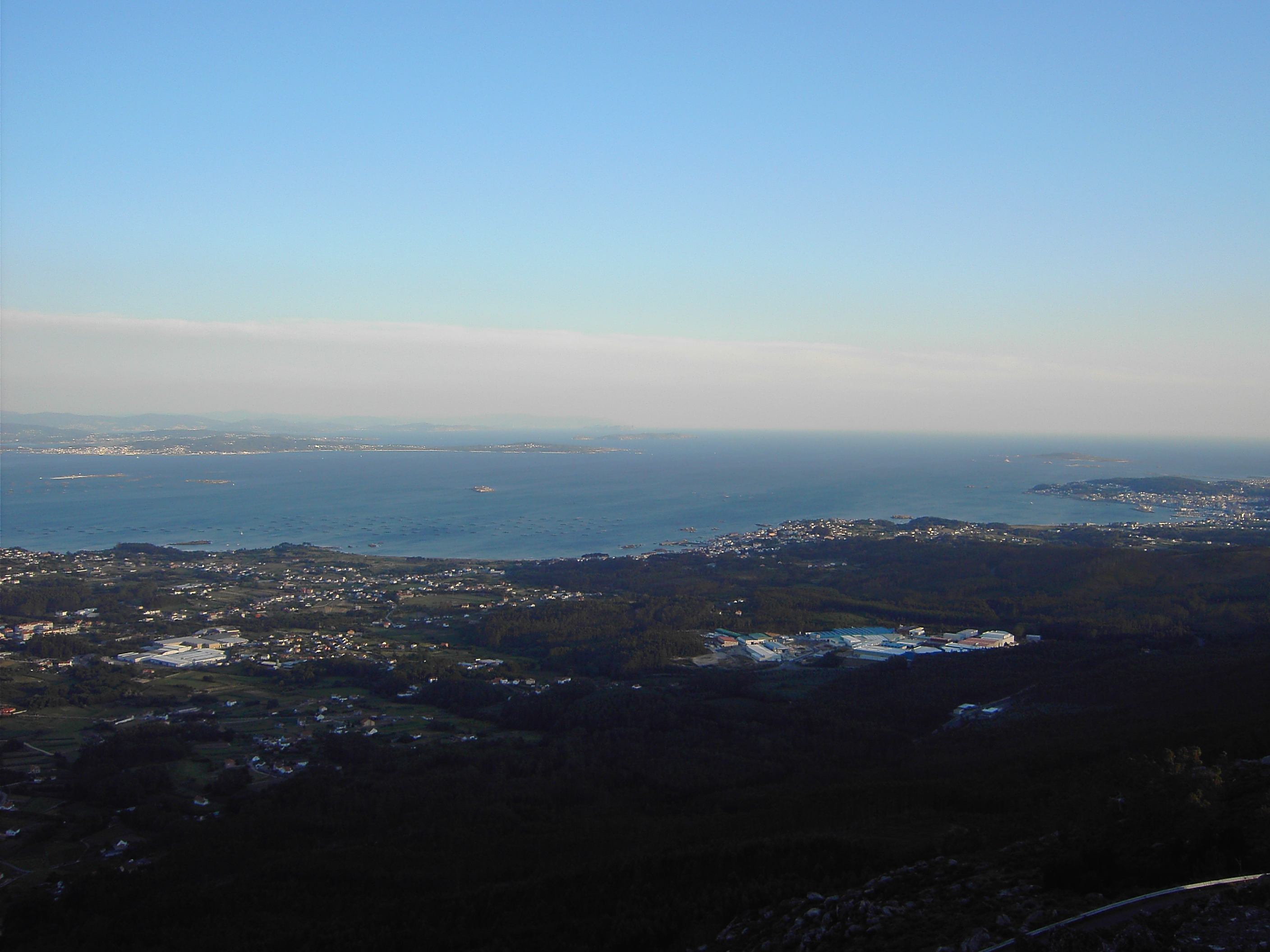
Vista de la part sud de la ria des d'A Curota (A Pobra do Caramiñal)
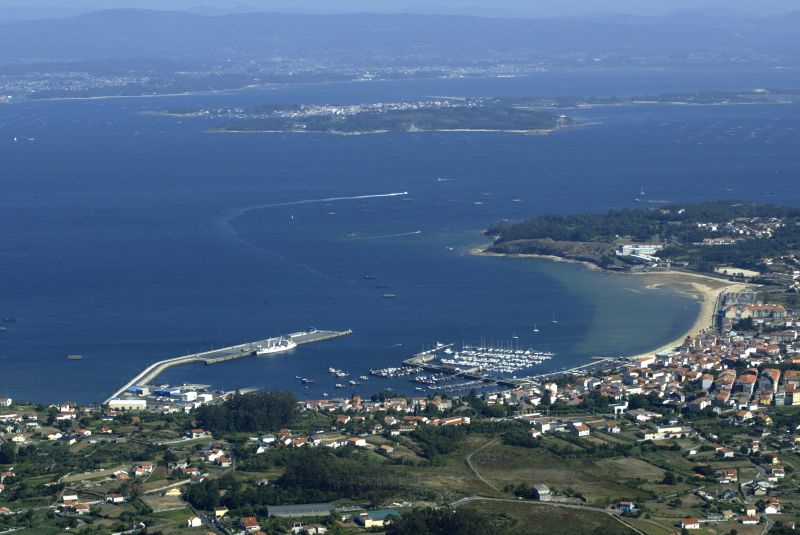